# Slapišče Kosce
Slapišče Kosce (tudi Koški slapovi) je skupina slapov na potoku Kosca.

## Opis slapa
Slapišče Kosce je nastalo z nalaganjem lehnjaka, iz katerega je sestavljena 15 metrov visoka in 25 metrov široka pregrada, preko katere teče voda v številnih pramenih. Gre za največjo znano pregrado iz tovrstne kamnine v Sloveniji.

## Dostop
Iz Višnje Gore se peljemo proti Staremu trgu in zavijemo v dolino, ki je pred nami, ko se pripeljemo izpod avtoceste. Avto pustimo pri zadnjih hišah. Od tam do slapišča prbližno 30 minut hoje po dobro urejeni in vidni poti.

## Podatki
- Skupna višina: 20 metrov
- Navišja posamezna stopnja: 15 metrov
- Stopenj: 2
- Tip slapa: 'večpramensko slapišče'
- Vodotok: potok Kosca
- Ime slapa: Slapišče Kosce, Koški slapovi
- Lega (GPS WGS 84): 45°58'28" severno, 14°45'33" vzhodno
- Nadmorska višina: ~ 418 m